# Chris Löwe
Chris Löwe, né le 16 avril 1989 à Plauen (alors ville d'Allemagne de l'Est), est un footballeur professionnel allemand. Il occupe actuellement le poste d'arrière latéral voire de milieu de terrain au Chemnitzer FC.

## Biographie

### Parcours avec Dortmund, champion d'Allemagne
Le 18 mai 2011, Chris Löwe s'engage avec le tout récent champion d'Allemagne, le Borussia Dortmund, dans l'optique de remplacer le Brésilien Dedê. Il y signe un contrat de quatre ans. Pour sa première saison au club, le jeune Allemand dispute un petit nombre de matches, majoritairement lors des premières journées de Bundesliga à la suite de l'indisponibilité pour blessure de Marcel Schmelzer. Il joue aussi, le 6 décembre, son premier match européen, en Ligue des champions. Utilisé à sept reprises par Jürgen Klopp, son entraîneur, en championnat, Chris Löwe est titré en fin de saison champion d'Allemagne.
La saison suivante, Chris Löwe ne change toujours pas de statut, passant la plupart de son temps sur le banc des remplaçants.

### Autres clubs
Le 1er juillet 2016, il rejoint Huddersfield Town.

## Statistiques
| Saison                | Club                  | Championnat           | Championnat | Championnat | Coupe(s) nationale(s) | Coupe(s) nationale(s) | Compétition(s) continentale(s) | Compétition(s) continentale(s) | Compétition(s) continentale(s) | Total | Total |
| Saison                | Club                  | Division              | M.          | B.          | M.                    | B.                    | Comp.                          | M.                             | B.                             | M.    | B.    |
| 2011-2012             | Borussia Dortmund     | Bundesliga            | 7           | 0           | 3                     | 0                     | C1                             | 1                              | 0                              | 11    | 0     |
| 2012-2013             | Borussia Dortmund     | Bundesliga            | 0           | 0           | 0                     | 0                     | C1                             | 0                              | 0                              | 0     | 0     |
| Total sur la carrière | Total sur la carrière | Total sur la carrière | 7           | 0           | 3                     | 0                     | -                              | 1                              | 0                              | 11    | 0     |

## Palmarès
- Champion d'Allemagne : 2012